# Tons de la NBC
Els tons de la NBC ( NBC chimes en anglès) són una seqüència de tres tons reproduïts en les transmissions de la National Broadcasting Company (NBC). Originalment desenvolupat el 1927 com a set notes, es van estandarditzar a la versió actual de tres notes a principis de la dècada de 1930, o pot-ser a principis de 1929. Les "Chimes" es van utilitzar originalment com un senyal de programació audible, utilitzat per alertar els enginyers de control de xarxa i els anunciants o afiliats de la xarxa de ràdio de la NBC. Aviat es van associar amb la programació de la NBC en general, i són un exemple d'una "senyal d'interval" utilitzada per ajudar a establir la identitat d'una emissora cara a la seva audiència.
El 1950, els tons de la NBC es van convertir en la primera marca registrada "purament àudio" atorgada per l'Oficina de Patents i Marques dels Estats Units. Gairebé noranta anys després de la seva introducció, segueixen sent utilitzats com una signatura d'àudio per la xarxa de la NBC TV i les seves afiliades, i també a la xarxa de la NBC Sports Radio i a l'obertura de les emissions de la NBC News Radio cada hora.

## Definició
La marca registrada dels "chimes" de la NBC està actualment assignada a NBC Universal Media, LLC. La seva descripció oficial, segons consta al seu registre a l'Oficina de Patents i Marques dels EUA, és:
"La marca registrada comprèn una seqüència de notes musicals tipus campana que estan en clau C i sonen les notes G, E, C, sent la nota 'G' la que està just a sota del mig to C, la nota "E" la que està just a sobre del mig to C, i la nota 'C' cau al mig to C, per identificar el servei de transmissió del sol·licitant".

## Introducció dels tons de la NBC

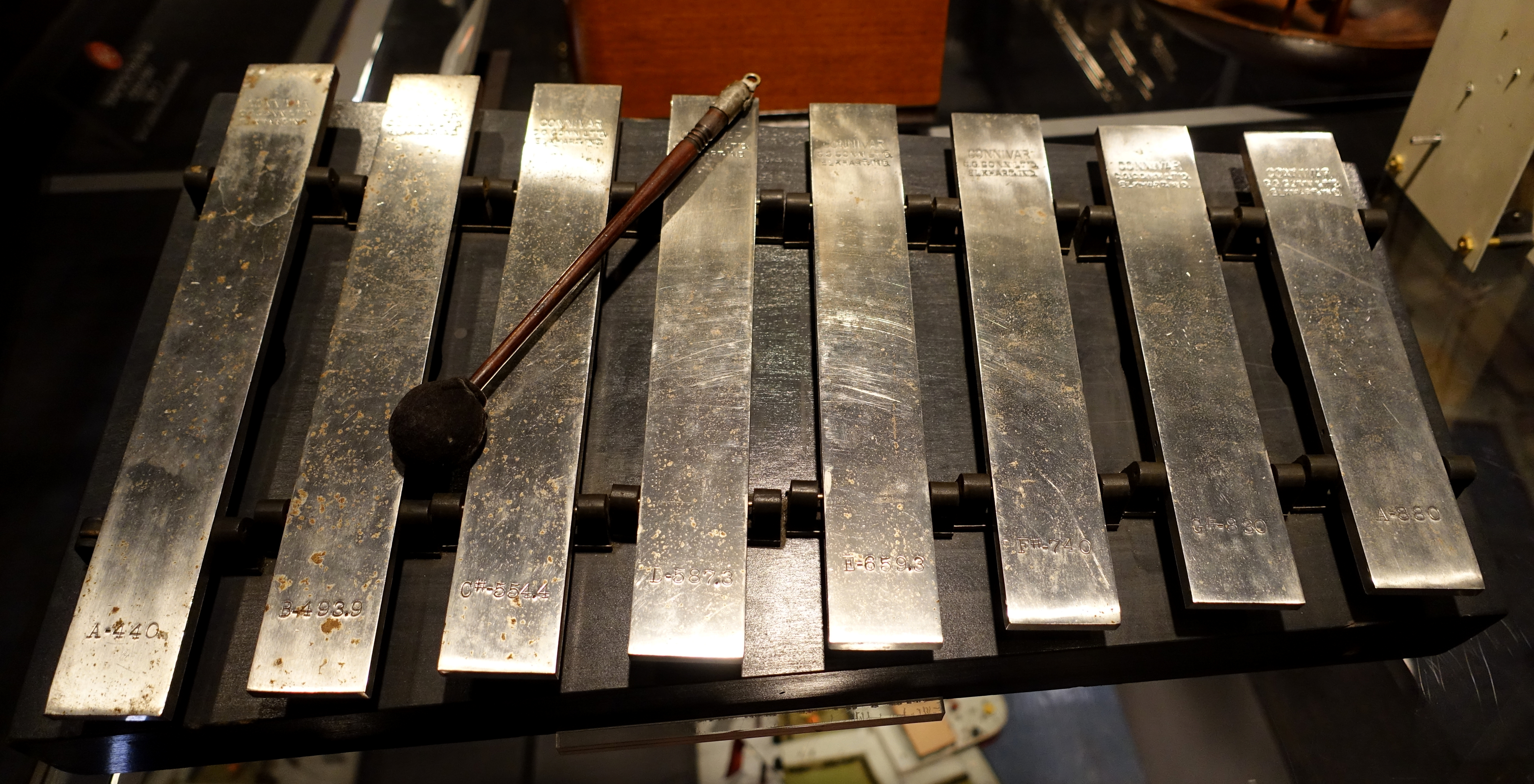
Encara que la NBC usava normalment les campanades de quatre compassos de Deagan Company, WMAQ a Chicago feia servir un xilòfon per tocar les notes (c. 1930)

Allò que diferenciava els sons d'identificació de la NBC, almenys al principi, va ser l'ús dels "chimes" per la coordinació de les diferents xarxes. Més tard, es convertirien en un so de signatura representatiu de la xarxa, però el seu principal propòsit inicial era ajudar a garantir el funcionament correcte de la xarxa. El 1932, NBC va explicar que: "El propòsit dels "chimes"... era sincronitzar els anuncis d'identificació d'estacions locals i servir com un senyal perquè els enginyers en els punts de retransmissió de tot el país encenguessin o apaguessin les diverses branques de les xarxes al mateix temps ja que els programes canviaven cada 15 minuts ". Això reflectia l'organització de l'horari de la xarxa, que es dividia en blocs de programa de 15 minuts. A més a més, a partir de l'11 de maig del 1927, l'Ordre General N. 8 de la Comissió Federal de Ràdio va especificar que cada estació estava "obligada a anunciar les seves lletres de trucada i ubicació... no menys d'una vegada cada 15 minuts de transmissió". L'ús dels "chimes" de la NBC com a senyals de commutació de xarxa eventualment va permetre d'aquesta manera que la xarxa estalviés diners en costos d'infraestructura. Fins al 1933 era una pràctica generalitzada emprar una segona línia que utilitzava una senyalització telegràfica per sincronitzar les xarxes. Després d'aquesta data, la política normal va ser eliminar aquesta segona línia i enviar els senyals de xarxa mitjançant les línies de difusió dels programes.

Logo de la NBC basat en els NBC chimes per a les transmissions a color (1954–1959)

Hi ha molt poca informació sobre el desenvolupament inicial dels "chimes" de la NBC, encara que el treball va començar poc després de la primera transmissió de la xarxa de la NBC el 15 de novembre del 1926. Una nota interna de 1950:, "NBC Chimes: Primer ús del famós NBC Chimes", afirma que "l'ús dels "Chimes" per identificar a la NBC va ser concebut per primera vegada per Phillips Carlin ", i aquesta nota té un registre l'entrada al 22 de desembre de 1926. Phillips Carlin era un conegut locutor de la NBC, que tenia experiència emprant "chimes" en transmissions de ràdio que es remunten a almenys a l'any 1924. En aquell moment era el locutor del programa Silvertown Chimes, que es transmetia a través de la cadena WEAF chain.amb origen a la ciutat de nova york. (WEAF era propietat d'American Telephone & Telegraph Company (AT&T). El 1927, després que RCA comprés les operacions de ràdio d'AT&T, la cadena WEAF es va reorganitzar com a NBC Network ). Una revisió contemporània d'aquest programa va assenyalar que cada programa s'obria amb "the soft ringing of chimes".